# Les Disparues du pensionnat
Pour les articles homonymes, voir Les Disparues (homonymie).
Pour plus de détails, voir Fiche technique et Distribution.
Les Disparues du pensionnat (Deadly Sins) est un film américano-canadien de 1995 réalisé par Michael Robison.

## Synopsis
Un nouveau shérif a été muté sur une petite île au large de Seattle. Malgré les apparences, la région n'est pas de tout repos. En effet, à peine Jack a-t-il pris ses fonctions qu'il se voit confronté à une sombre affaire. Une pensionnaire du collège religieux de l'île a été retrouvée pendue dans sa chambre. L'autopsie révèle que la jeune fille était enceinte. L'hypothèse du suicide peut être écartée. Lors d'une entrevue avec sœur Marie-Thomas, la responsable de l'établissement, Jack a la surprise d'apprendre de sa bouche qu'une dizaine de pensionnaires ont déjà disparu de son collège au cours des six dernières années... 

## Fiche technique
- Titre : Les Disparues du pensionnat
- Titre original : Deadly Sins
- Réalisation : Michael Robison
- Scénario : Malcolm Barbour, John Langley
- Direction artistique : Lana Kozak
- Costumes : Sam Turkis
- Image : Barry Gravelle
- Montage : Judy Andreson
- Musique : Barron Abramovitch
- Production : James Shavick
- Sociétés de production : Libra Pictures, Shavick Entertainment
- Pays d'origine : États-Unis, Canada
- Langue : Anglais
- Format : Couleur
- Genre : Thriller
- Durée : 98 minutes
- Date de sortie : 1995

## Distribution
- David Keith : Jack Gales
- Alyssa Milano : Cristina
- Terry David Mulligan : le vétérinaire
- Jo Bates : Rita
- Corrie Clark : Beth
- Heidi Lenhart : Marie
- Pamela Perry : la mère supérieure
- Peter Hanlon : le proviseur Gray
- Joely Collins : Marilyn Beckett
- Ann Warn Pegg (VF : Dorothée Jemma) : Emily